# اوشابتی

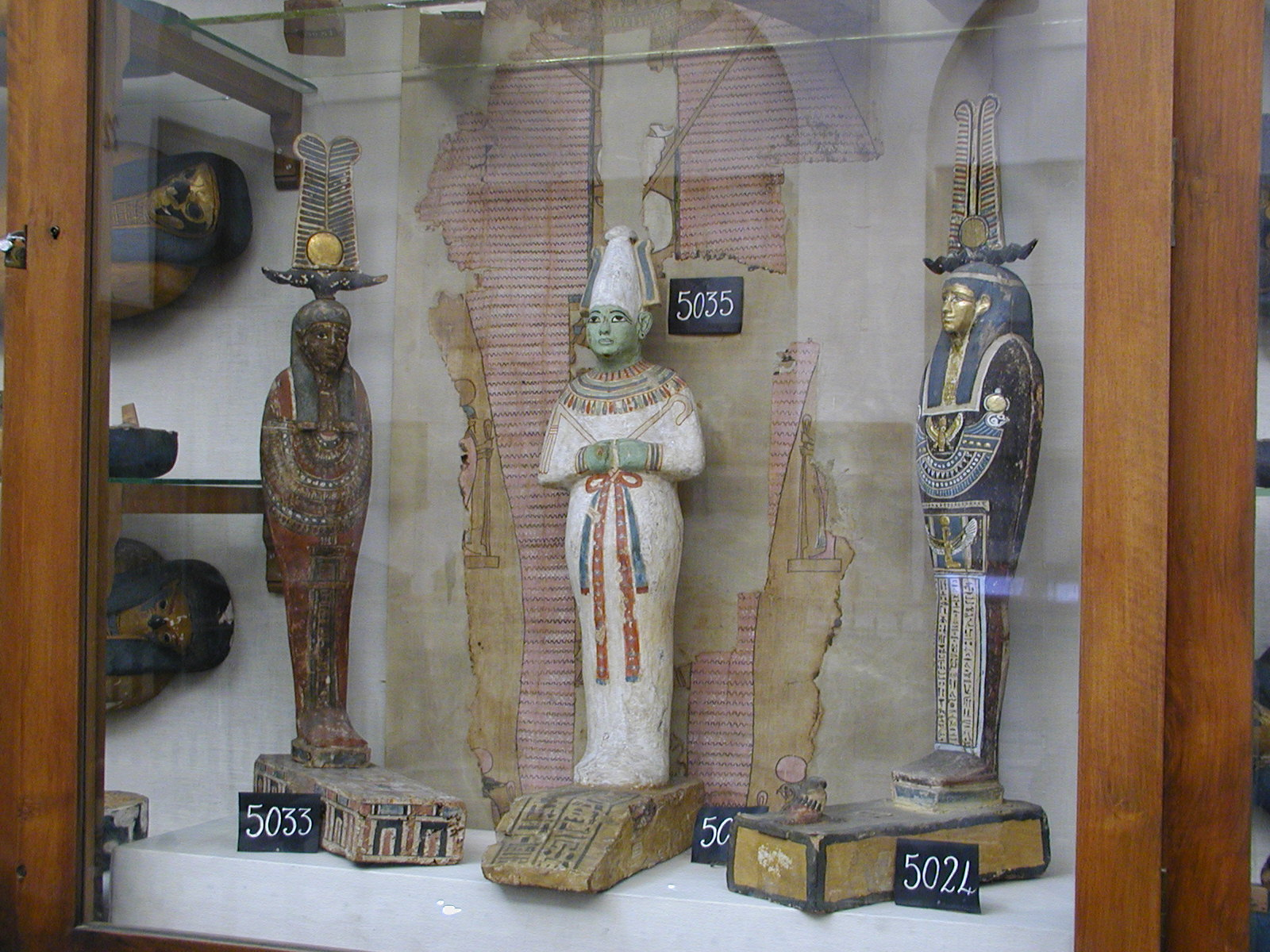
تندیس اوشابتی ازیریس، موزه مصر، قاهره

اوشبتی‌ها (یا شاائوآبتی‌ها)یا اوجبتی نام تندیس‌های کوچکی برای مراسم به خاکسپاری در مصر باستان بودند که بخش مهمی از این مراسم را تشکیل می‌دادند.اوشبتی یا اوجبتی  بچم  جوابگو و  اجابت است گو است و با واژگان عربی جواب و اجابت همریشه است  اُجب/وشب مصری  باستان است . این تندیس‌ها به عنوان نمادی برای خدمتکاران در هنگام مرگ گذاشته می‌شدند تا جایگزین ازیریس باشند و شخص مرده را در جهان باقی یاری کنند. نام اوشبتی به معنای «پاسخگو» است. بسته به جایگاه اجتماعی مرده، اوشابتی‌ها از جنس موادی چون آجر، سنگ، برنز، چوب یا سفال لعاب داده شده به رنگ‌های سبز یا آبی ساخته می‌شدند. این تندیس‌ها شخص را در هیبت ازیریس (مومیایی) و در حالی که لباس‌های روزمره خود را بر تن دارد به تصویر می‌کشیدند.
تعداد اوشابیت‌هایی که در یک گور گذاشته می‌شدند گاه بسیار زیاد بود و به تعداد روزهای سال می‌رسید. تعداد این تندیس‌ها در آرامگاه توت‌آنخ‌آمون ۴۳۰ بوده‌است. موزه لوور دارای مجموعه‌ای با ۴٫۲۰۰ اوشابتی است که یک دهم تمام آثار باستانی نگهداری شده از مصر باستان در این موزه‌اند. غالب مجسمه‌ها یک بیل بر روی شانه خود دارند و سبدی نیز (برای حمل اشیا مختلف) بر پشت آنها قرار گرفته‌است، احتمال داده می‌شود چنین مضامینی، اشاره به آن دارد که اوشابتی‌ها قصد داشته‌اند برای فرد متوفی، کشاورزی کنند. اوشابتی‌ها کتیبه‌هایی (به هیروگلیف) را حمل می‌کردند که آمادگی آنها را برای پاسخگویی به دعوت خدایان برای انجام کار را نشان می‌داد.

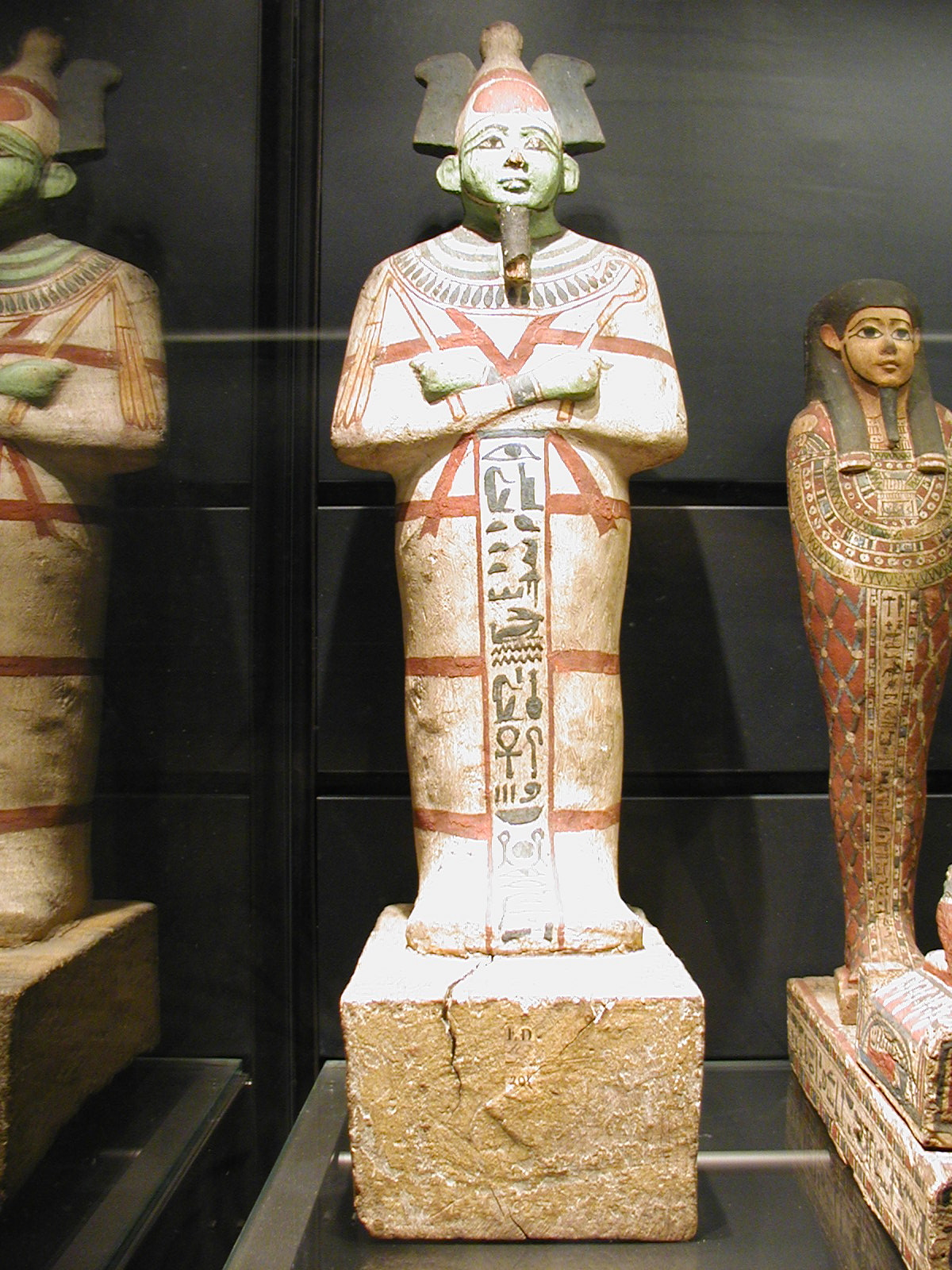
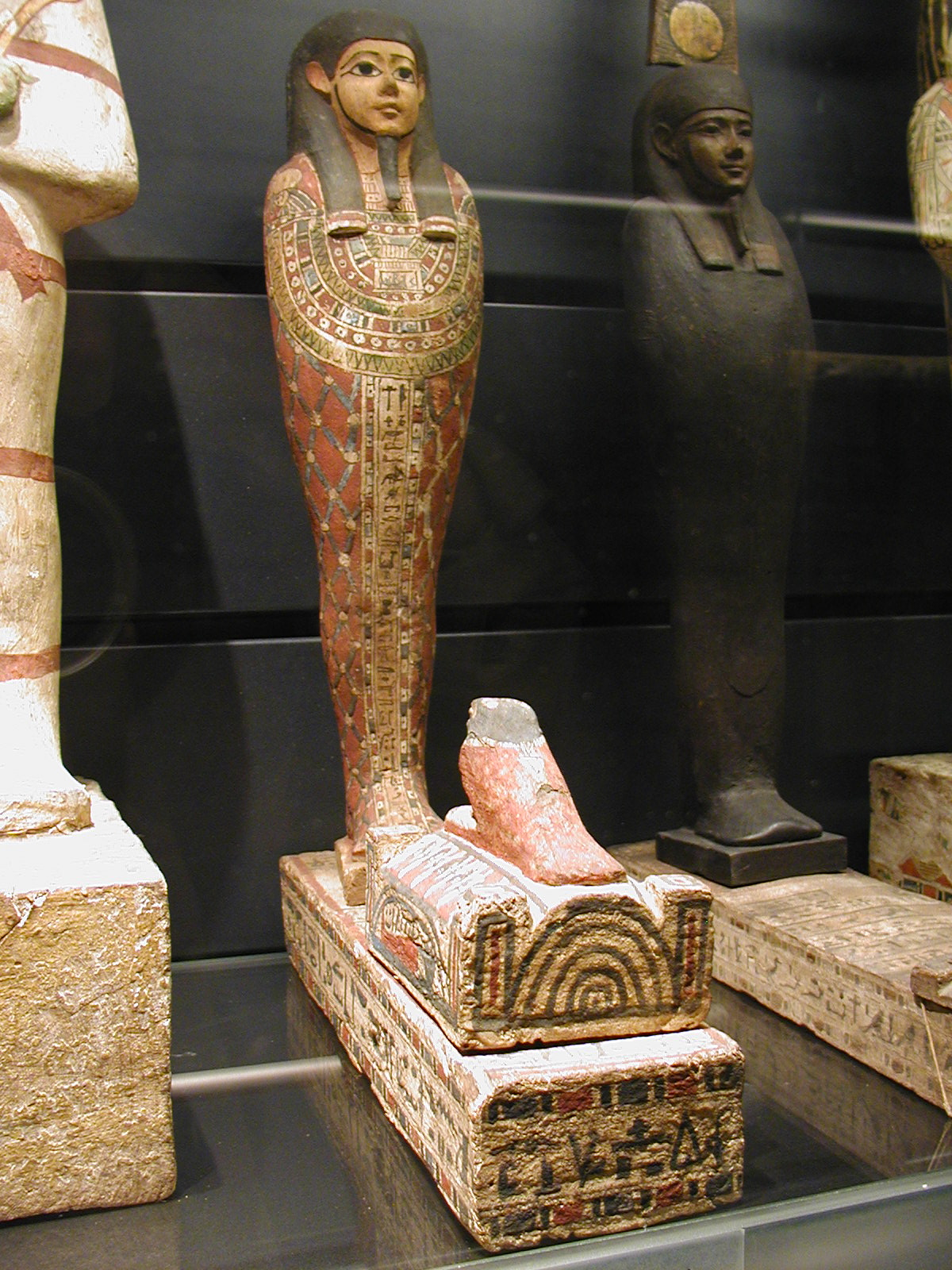
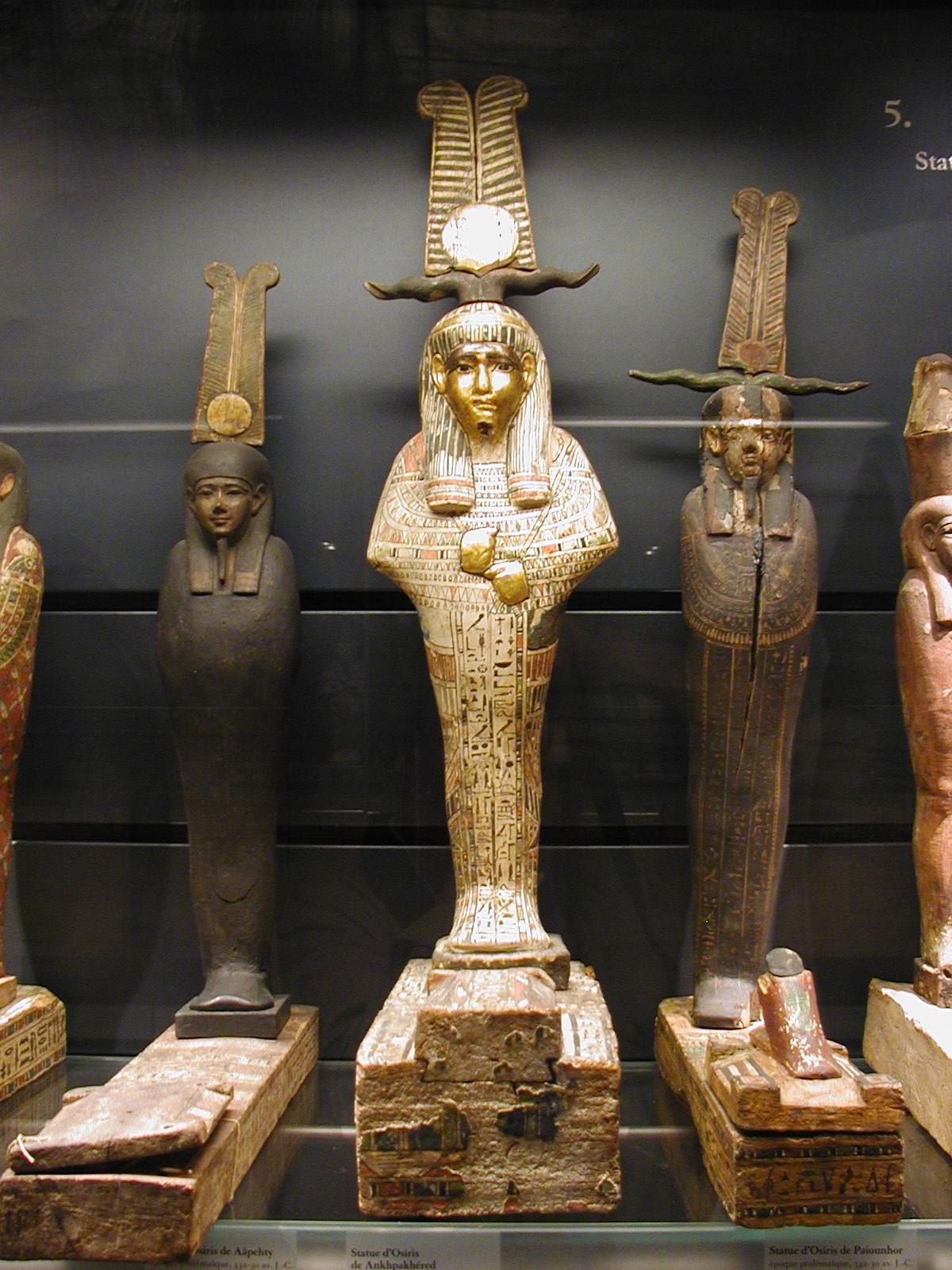
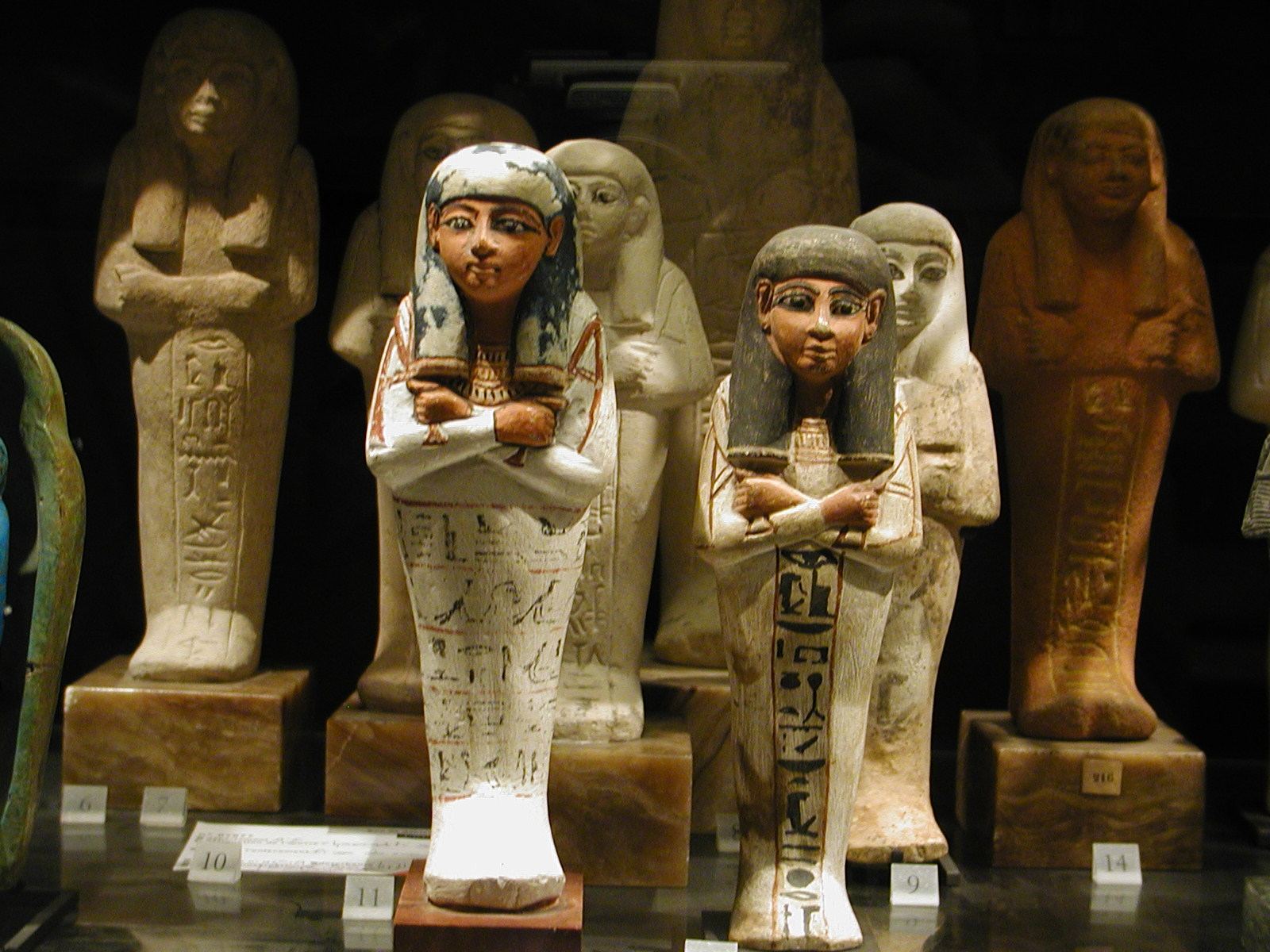
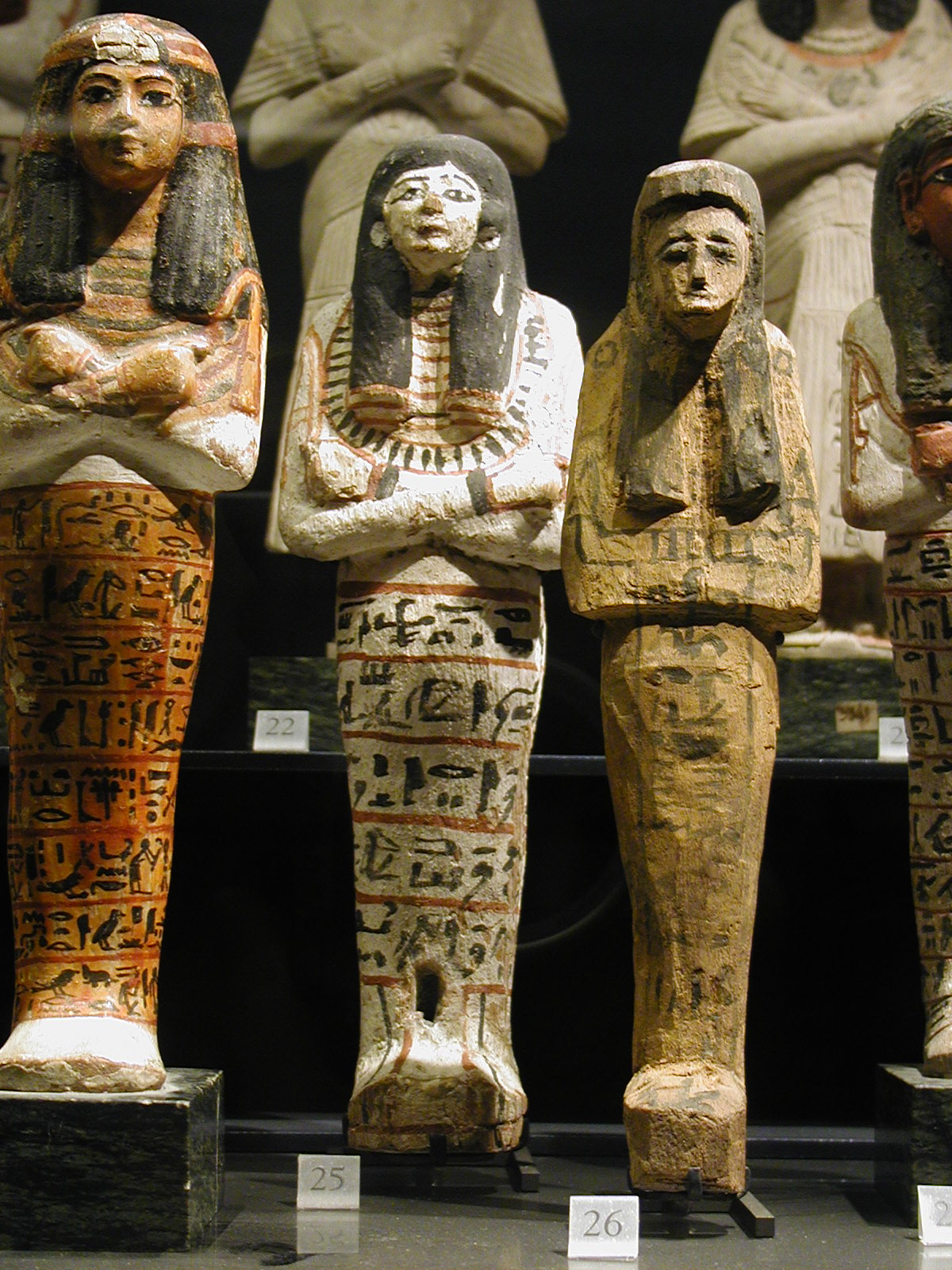
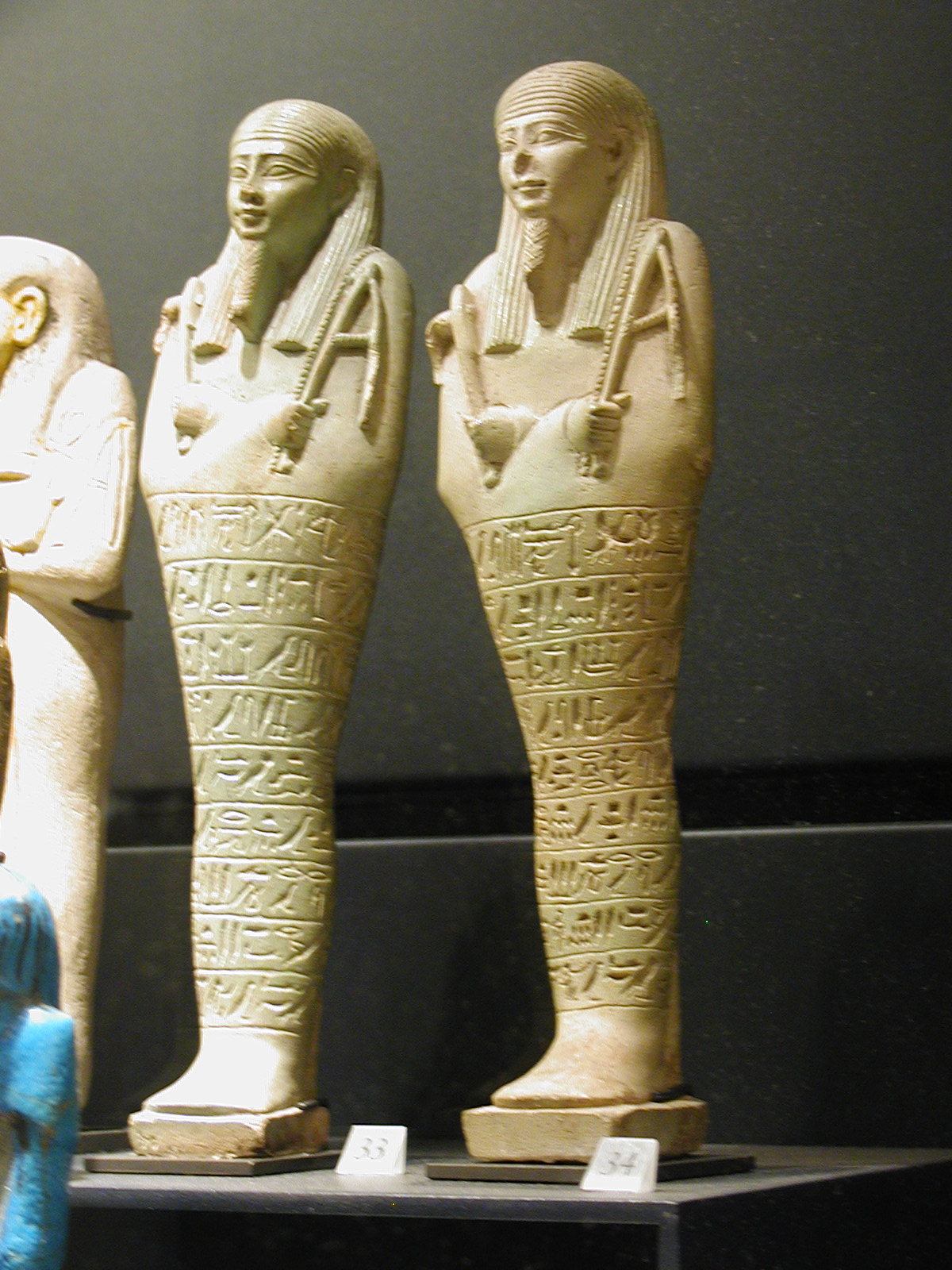